# Іван Шола
Іван Шола (хорв. Ivan Šola, 12 грудня 1961, Спліт) — хорватський бобслеїст, пілот боба. Виступає за збірну Хорватії з 1999 року. Тричі брав участь у зимових Олімпійських іграх у 2002, 2006 та 2010 роках. Багаторазовий переможець національних першостей, кубків Європи та світу. Перед тим, як розпочати кар'єру бобслеїста був мотогонщиком.
У Солт-Лейк Сіті його четвірка фінішувала двадцять шостою, у Турині — двадцять третьою, а у Ванкувері — двадцятою.
У 2007 році був обраний президентом Хорватської федерації бобслею та скелетону.